# Betacallis querciphaga
Betacallis querciphaga är en insektsart. Betacallis querciphaga ingår i släktet Betacallis och familjen långrörsbladlöss. Inga underarter finns listade i Catalogue of Life.